# Енді Вольфф
Енді Вольфф (англ. Andy Wolff) — режисер, народився в Мюнхені (Німеччина) 1978 року. У 15-річному віці він уже був професійним віндсерфером і змагався за Кубок світу. Із десяток років помандрувавши світом, він завершив спортивну кар'єру і почав працювати асистентом на знімальних майданчиках Німеччини і Франції. 2005 року він навчався в Університеті Південної Каліфорнії за випускною програмою Школи кіномистецтва Лос-Анджелеса. 2007 року продовжив вивчати кінематограф у Мюнхенському університеті телебачення й кіно.

## Фільмографія
- На іншому боці життя (2009)
- Капітан і його пірат (2013)